# Lijst van Europarlementariërs voor de ChristenUnie
Een overzicht van alle (voormalige) Europees Parlementleden voor de ChristenUnie alsmede die van haar voorlopers het Gereformeerd Politiek Verbond (GPV) en de Reformatorische Politieke Federatie (RPF).
| Europarlementariër | Begindatum       | Einddatum        |
| ------------------ | ---------------- | ---------------- |
| Hans Blokland      | 19 juli 1994     | 13 juli 2009     |
| Peter van Dalen    | 14 juli 2009     | 3 september 2023 |
| Rijk van Dam       | 1 september 1997 | 19 juli 2004     |
| Anja Haga          | 5 september 2023 | 15 juli 2024     |